# Курбу
Курбу (кирг. Курбу) — село в Ак-Суйском районе Иссык-Кульской области Кыргызстана. Входит в состав Тепкенского аильного округа. Код СОАТЕ — 41702 205 844 03 0.

## Население
По данным переписи 2009 года, в селе проживало 1040 человек.

## Известные жители
Осмонов, Чынтемир Джакшилыкович (1923—1987) — полный кавалер ордена Славы.